# 塩見真希
塩見 真希（しおみ まき、2000年5月12日 - ）は、日本の女子卓球選手。愛媛県出身。Tリーグは九州アスティーダ所属。

## 戦績
2018年
- 全日本卓球選手権大会 女子ダブルス 準優勝

2019年
- ITTFチャレンジ・パラグアイOP 女子ダブルス 優勝[2]、ポーランドOP 女子ダブルス 優勝[3]

2020年
- 全日本卓球選手権大会 女子ダブルス 3位、スペインOP 女子ダブルス 準優勝[4]

2022年
- 日本リーグ選手権ビッグトーナメント 女子ダブルス 準優勝

2023年
- 日本リーグ選手権ビッグトーナメント 女子ダブルス 優勝

2025年
- 全日本卓球選手権大会 女子ダブルス 準優勝